# Loc-Envel

Loc-Envel este o comună în departamentul  Côtes-d'Armor, Franța. În 1 ianuarie 2022 avea o populație de 74 de locuitori.